# Bort fra hovedvejen
Bort fra hovedvejen er en dansk dokumentarfilm fra 1953 instrueret af Jess Jessen.

## Handling
To par - to erfarne vandrere og et begynderpar - vandrer igennem det danske landskab af landsbyer, landbrug og natur.